# Горх Фок
Горх Фок (нем. Gorch Fock), настоящее имя Иоганн Вильгельм Кинау (нем. Johann Wilhelm Kinau; 22 августа 1880, Финкенау, теперь район Гамбурга — 31 мая 1916) — немецкий писатель-маринист, крупная фигура немецкой приключенческой литературы.

## Жизнь и творчество
Родился 22 августа 1880 в семье рыбака.
С детства испытывал сильное влечение к профессии моряка, однако по сложившимся обстоятельствам с 1904 года вынужден был работать писарем и конторщиком при океанской пароходной линии Гамбург-Америка. После школы его в 15-летнем возрасте отправили учиться к дяде Августу в Бремерхафен, где он должен был осваивать азы предпринимательства. Неутолённая любовь к морю сделала из Иоганна Кинау писателя Горха Фока. Йоганн окончил торговую школу, работал конторщиком и бухгалтером, а в 1904 году вернулся в родной Гамбург и устроился в Центральное закупочное общество торговцев колониальными товарами.
В это же время в печати появляются его первые литературные произведения. Свои рассказы («Шрулленгипер и Тунгенкнипер» (1911 год), «Хейн Божий Ветер» (1911 год), «Странники» (1914 год)) писал как на литературном немецком языке, так и на нижненемецком диалекте. Вышли также драмы: «Цилли Корс» (1914 год) и «Доггер-банка» (посмертно, 1918 год). Однако, подлинную славу принёс ему написанный в 1912 году роман «Плыть необходимо!» («Seefahrt ist not!»), воспевающий тяжёлую и героическую жизнь рыбаков в дальних морях.
С началом Первой мировой войны Иоганн Кинау становится пехотинцем, но по его настойчивым просьбам был в апреле 1916 года переведён во флот на лёгкий крейсер «Висбаден» и через несколько недель пал смертью героя в Ютландском сражении (Скагерракский пролив).